# 施特菲·克雷克
施特菲·克雷克（德語：Steffi Kräker，1960年4月21日—），德国女子竞技体操运动员。她曾代表东德参加1976年和1980年夏季奥林匹克运动会体操比赛，获得一枚银牌和三枚铜牌。